# Schoenorchis manipurensis
Schoenorchis manipurensis là một loài thực vật có hoa trong họ Lan. Loài này được Pradhan miêu tả khoa học đầu tiên năm 1978.